# Johann Theodor Stockmar
Johann Theodor Stockmar (* 21. Dezember 1750 in Ilmenau in Sachsen-Weimar; † 17. Dezember 1829 in Düsseldorf) war ein deutscher Münzeisenschneider, Münzwardein und Münzmeister.

## Familie
Stockmar wurde als ältester von vier Söhnen des Münzeisenschneiders Johann Wolfgang Heinrich Stockmar (1707–1785) und dessen Frau Christina Maria (1713–1793) in Ilmenau geboren. Auch seine drei Brüder waren später im Münzwesen tätig: Carl Christoph (1744–1802) wurde Münzwardein, Johann Theodor (1750–1820) wurde Münzeisenschneider und Johann Leonhard (1755–1852) wurde Münzmeister.

## Leben
Nachgewiesen sind für Johann Theodor Stockmar Tätigkeiten als Münzeisenschneider (1774 bis 1804) und Münzwardein (1781 bis 1804) an der Münzstätte Gotha. Ab 1805 war er in der Münzstätte Düsseldorf tätig. Ab 1809 galt dort und in der bergischen Region aber die Währung des französischen Kaiserreichs, die Düsseldorfer Münzstätte ruhte, Theodor Stockmar wurde pensioniert.
Durch den Beschluss im Wiener Kongress (1815) fiel das Bergische Land an Preußen, Landesherr war fortan König Friedrich Wilhelm III. von Preußen. Die Düsseldorfer Münze wurde 1816 durch Preußen wieder in Betrieb genommen und Theodor Stockmar als Münzmeister einberufen, doch schon ein Jahr später wurde er aufgrund von „Nachlässigkeiten“ entlassen.
Stockmar bekam darüber hinaus Auftragsarbeiten für Erfurt (1777 und 1792) sowie Detmold (1790 und 1796).  Er starb 1829 im Alter von 79 Jahren an „Altersschwäche“.

### Münzmeisterzeichen
Stockmar verwendete verschiedene Münzmeisterzeichen. Diese waren auf den Münzen in unterschiedlicher Weise dargestellt, mit Punkten vor, hinter und/oder auch zwischen seinen Initialen, teilweise auch mit Sonderzeichen, wie etwa Sternchen oder Symbolen sowie mit aneinandergesetzten oder auch getrennten Initialen:
- TS00/00T•S•00/00T•S:00/00T:S:
- S00/00S•
- Sr

### Münzen und Medaillen (Auswahl)
- Münzstätte Gotha

1773: 1/24 Taler mit dem Wappen des Landesfürsten Ernst II. von Sachsen-Gotha-Altenburg
1777: Medaille zum Besuch des Mainzer Erzbischofs Friedrich Karl Joseph von Erthal in Erfurt 1777
1790: Prämienmedaille „Dem guten Landwirth“ zu 1¼ Taler (nach dem Konventionsfuß) im Auftrag des lippischen Fürsten Leopold I.; davon wurden 208 Exemplare geprägt und von 1791 bis 1792 ausgegeben.
1790: Kupferabschlag der vorgenannten Medaille
1796: Jeton zu 1½ Dukaten auf die Geburt des lippischen Erbprinzen Paul Alexander Leopold
1796: Silberabschlag von 1¼ Dukaten des zuvor genannten Jetons
1796: Kupferabschlag von 1¼ Dukaten des zuvor genannten Jetons
- Münzstätte Düsseldorf

1806: 1 Taler („Bergischer Reichstaler“)
1806: 3 Stüber mit dem Emblem des Großherzogs von Berg Joachim Napoléon I.
1807: 3 Stüber
1807: 1 Taler („Bergischer Cassataler“)